# Anatolij Kirilovics Puzacs
Anatolij Kirilovics Puzacs (ukránul: Анатолій Кирилович Пузач, oroszul: Анатолий Кириллович Пузач; Krasznij Kut, 1941. június 3. – Kijev, 2006. március 19.) ukrán labdarúgóedző, korábban szovjet válogatott labdarúgó.

## Pályafutása

### A válogatottban
1969 és 1970 között 14 alkalommal szerepelt a szovjet válogatottban és 2 gólt szerzett. Részt vett az 1970-es világbajnokságon.

### Edzőként
A Dinamo Kijiv edzője volt 1990 és 1993 között.

## Sikerei, díjai

### Játékosként
Dinamo Kijiv
- Szovjet bajnok (4): 1966, 1967, 1968, 1971
- Szovjet kupa (1): 1966

### Edzőként
Dinamo Kijiv
- Szovjet bajnok (1): 1990
- Ukrán bajnok (1): 1992–93
- Ukrán kupa (1): 1992–93